# ماري كولر
ماري كولر (بالإنجليزية: Marie Kohler)‏ هي صحفية وكاتِبة وكاتبة مسرحية أمريكية، ولدت في 1951 في شيبويغن في الولايات المتحدة.